# 雲南路駅
雲南路駅（うんなんろ-えき）は中華人民共和国江蘇省南京市鼓楼区に位置する南京地下鉄の駅である。4号線と5号線が乗り入れ、両路線の接続駅となっている。

## 駅構造
地下3層構造の駅である。

### のりば
| 番線 | 路線            | 方面                                  | 行先            |
| ---- | --------------- | ------------------------------------- | --------------- |
|      | 南京地下鉄4号線 | 浦珠路・珍珠泉 方面                   | 余家営 行き     |
|      | 南京地下鉄4号線 | 東流・仙林湖方面                      | 華僑城東 行き   |
|      | 南京地下鉄5号線 | 青春広場・塩倉橋・下関・静海寺 方面   | 方家営 行き     |
|      | 南京地下鉄5号線 | 七橋甕・竹山路・吉印大道・東善橋 方面 | 江蘇軟件園 行き |

## 駅周辺
- 南京大学鼓楼キャンパス
- ジョンズ・ホプキンズ大学南京キャンパス

## 隣の駅
南京地下鉄
■4号線
草場門駅 - 雲南路駅 - 鼓楼駅
■5号線
五台山駅 - 雲南路駅 - 青春広場駅